# Mocniny metru
Druhá mocnina a všechny vyšší mocniny jednotky metr jsou odvozené jednotky SI, které jsou používány zejména pro určování využití prostoru určitým materiálem a v mechanice pro popis momentů.

## Metr čtvereční

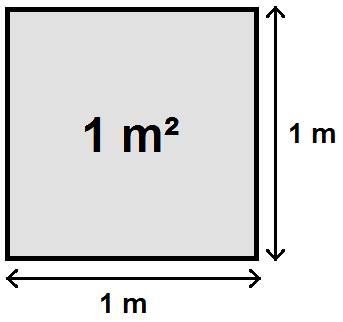
Metr čtvereční (čtverečný), jednotka obsahu v soustavě SI.

Metr čtvereční, též metr čtverečný, je jednotka obsahu v SI. Je to plocha čtverce se stranou dlouhou 1 metr.
Značka jednotky: m²

## Metr krychlový

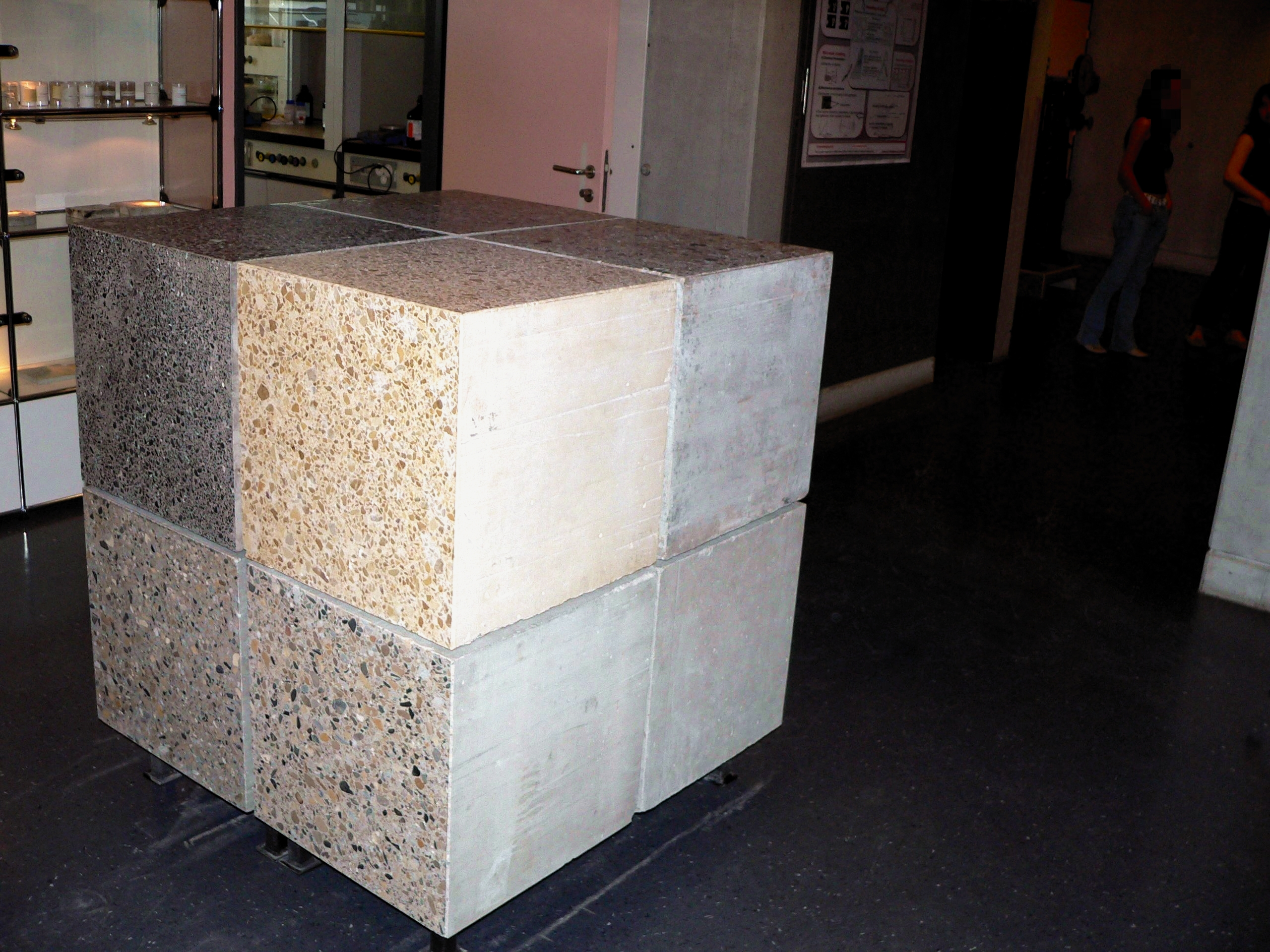
Betonová krychle o hraně 1 metr

Metr krychlový (také metr kubický, hovorově často kubík) je jednotka objemu, značená m³, patřící do soustavy SI jako odvozená jednotka. Jeden metr krychlový je objem krychle s délkou hrany 1 metr. Rovná se objemu 1000 litrů.

### Porovnání některých řádově blízkých objemů
0,1 m³ je rovno 3,53 krychlové stopy.
1 m³ je roven:
- 35,3 krychlové stopy,
- objemu koule o poloměru 0,62 m.

Kilometr krychlový (km³) je objem krychle s délkou hrany 1 kilometr. Protože je objem krychle dán třetí mocninou její strany, platí:
1 km³ = 1 000 000 000 m³.

## Metr na čtvrtou
Metr na čtvrtou (m⁴) je odvozená jednotka SI. Používá se hlavně pro popis kvadratických momentů ploch průřezů v mechanice – {\displaystyle I} (druhého plošného momentu), který může být dán např. plošným integrálem {\displaystyle I=\iint \limits _{a}x^{2}dxdy}, případně deviačního momentu setrvačnosti {\displaystyle D}, který může být dán např. plošným integrálem {\displaystyle D=\iint \limits _{a}xydxdy}. Často se vyjadřuje v dílčích hodnotách milimetr na čtvrtou (mm⁴), převod mezi jednotkami je 1 m⁴ = 1012 mm⁴.
V systému imperiálních jednotek se používá obdobná jednotka palec na čtvrtou (in⁴).

## Metr na šestou
Metr na šestou (m6) je odvozená jednotka SI, která se používá hlavně pro popis výsečového momentu setrvačnosti ({\displaystyle I_{\omega }}). Často se vyjadřuje i v dílčích hodnotách milimetr na šestou (mm6), převod mezi jednotkami je 1 m6 = 1018 mm6.
V systému imperiálních jednotek se používá obdobná jednotka palec na šestou (in6).

### Jednotky plochy
- Akr
- Jitro
- Lán

### Mechanika
- Moment setrvačnosti
- Deviační moment setrvačnosti
- Výsečový moment setrvačnosti